# Henry Martin Whitty
Henry Martin Whitty, britanski general, * 1896, † 1961.